# Valeri Alek'sanyan
Valeri Alek’sanyan (in armeno Վալերի Ալեքսանյան?; in russo Валерий Алексанян?, Valerij Aleksanjan; Erevan, 4 settembre 1984) è un ex calciatore armeno, di ruolo difensore.

## Carriera

### Club
Durante la sua carriera ha giocato con varie squadre di club, tra cui anche il Pyunik.

### Nazionale
Conta 12 presenze con la Nazionale armena.

## Palmarès

### Club

#### Competizioni nazionali
- Campionato armeno: 8

P'yownik: 2001, 2002, 2003, 2004, 2005, 2006, 2007
Ulisses: 2011
- Coppa d'Armenia: 2

P'yownik: 2002, 2004
- Supercoppa d'Armenia: 3

P'yownik: 2002, 2004, 2005